# 张绪武
张绪武（1928年3月—），男，江苏南通人，中华人民共和国政治人物。曾任江苏省人民政府副省长，中国国际信托投资公司副总经理、首席监事，中华全国工商业联合会副主席。

## 家庭
祖父张謇之孙。父亲张孝若，为其次子。